# Кочкуровское сельское поселение (Кочкуровский район)
Кочкуровское сельское поселение — муниципальное образование в составе Кочкуровского района Республики Мордовия. Административный центр — село Кочкурово.
Глава администрации — Суркова Наталия Ивановна.

## История
Законом от 17 мая 2018 года, Мураньское и Новопырменское сельские поселения и одноимённые им сельсоветы были упразднены, а входившие в их состав населённые пункты были включены в Кочкуровское сельское поселение (сельсовет).

## Население
| 2002  | 2010  | 2012  | 2013  | 2014  | 2015  | 2016  |
| ----- | ----- | ----- | ----- | ----- | ----- | ----- |
| 3270  | ↘3204 | ↘3193 | ↘3165 | ↘3142 | ↗3144 | ↘3142 |
| 2017  | 2018  | 2019  | 2020  | 2021  |       |       |
| ↘3101 | ↗3107 | ↗3754 | ↘3716 | ↘3601 |       |       |

## Населённые пункты
Сельское поселение включает 6 населённых пунктов.
| № | Населённый пункт | Тип населённого пункта | Население |
| - | ---------------- | ---------------------- | --------- |
| 1 | Кочкурово        | село                   | ↘3004     |
| 2 | Красная Зорька   | деревня                | ↘116      |
| 3 | Мурань           | село                   | ↘185      |
| 4 | Новосельцево     | село                   | ↘6        |
| 5 | Новая Пырма      | село                   | ↘396      |
| 6 | Старая Пырма     | деревня                | ↘28       |